# Walisische Badmintonmeisterschaft 1985
Die Walisische Badmintonmeisterschaft 1985 fand in Holyhead statt. Es war die 33. Austragung der nationalen Titelkämpfe im Badminton in Wales.

## Titelträger
| Disziplin    | Sieger                      |
| ------------ | --------------------------- |
| Herreneinzel | Philip Sutton               |
| Dameneinzel  | Sian Williams               |
| Herrendoppel | Chris Rees Lyndon Williams  |
| Damendoppel  | Linda Blake Lesley Roberts  |
| Mixed        | Lyndon Williams Sarah Doody |